# Lazurite
Ne doit pas être confondu avec Azurite ou Lazulite.
La lazurite regroupe sous cette dénomination les tétramorphes de (Na,Ca)8(AlSiO4)6(SO4,S,Cl,OH)2. La lazurite est un des constituants bleus du lapis-lazuli. C'est l'un des minéraux les plus anciennement extraits au monde, on date sa première exploitation à plus de 6 000 ans en Afghanistan.

## Historique de la description et appellations

### Inventeur et étymologie
Décrite en 1890 par le minéralogiste norvégien Waldemar C. Brøgger. Le mot vient du persan "lazur" ou de son associé lazhward (bleu en persan).

### Topotype
Sar-e-Sang (province de Badakhchan, Afghanistan).

### Synonymes
- Ultramarine,
- Sapphis,
- Cyaneus,
- Lasurite,
- Sap(p)hir(os) de Pliny

## Caractéristiques physico-chimiques

### Critères de détermination
C'est un minéral bleu profond à bleu teinté de vert, rarement violet. Elle se présente rarement sous forme de rhombodécaèdres ou de cubo-octaèdres ; le plus souvent, elle forme des masses denses de matériau granuleux, mêlées à d'autres minéraux. Les cristaux sont translucides et présentent un éclat vitreux, un peu gras sur les cassures, et mat. La lazurite laisse un trait bleu ciel à bleu vif. C'est un minéral fragile et cassant, qui ne présente qu'un seul plan de clivage, difficile, selon {110}, et sa cassure est irrégulière et conchoïdale. Sa dureté est moyenne et varie de 5 à 5,5 sur l'échelle de Mohs ; sa densité mesurée est assez faible, de 2,38 à 2,42.
Elle crée une sorte de gelée avec l'acide chlorhydrique à la suite de la formation de silice, avec un léger dégagement d'hydrogène sulfuré. Au chalumeau, la lazurite fond facilement en un verre blanc et colore la flamme en jaune, la décoloration ne s'opère qu'à partir de la fusion.
La lazurite peut être confondue avec l'azurite, au nom proche et également de couleur bleue, mais cette dernière est soluble dans de l'acide chlorhydrique en réalisant une nette effervescence.

### Cristallochimie
La lazurite peut se dégrader en natrolite ou en mica ou en argile.

### Cristallographie
Cristal isométrique de volume V = 751,09 Å3, a = 9,09 Å, de classe 4 3m - Hexakistétraédrique et groupe d'espace P43n.

## Gîtes et gisements

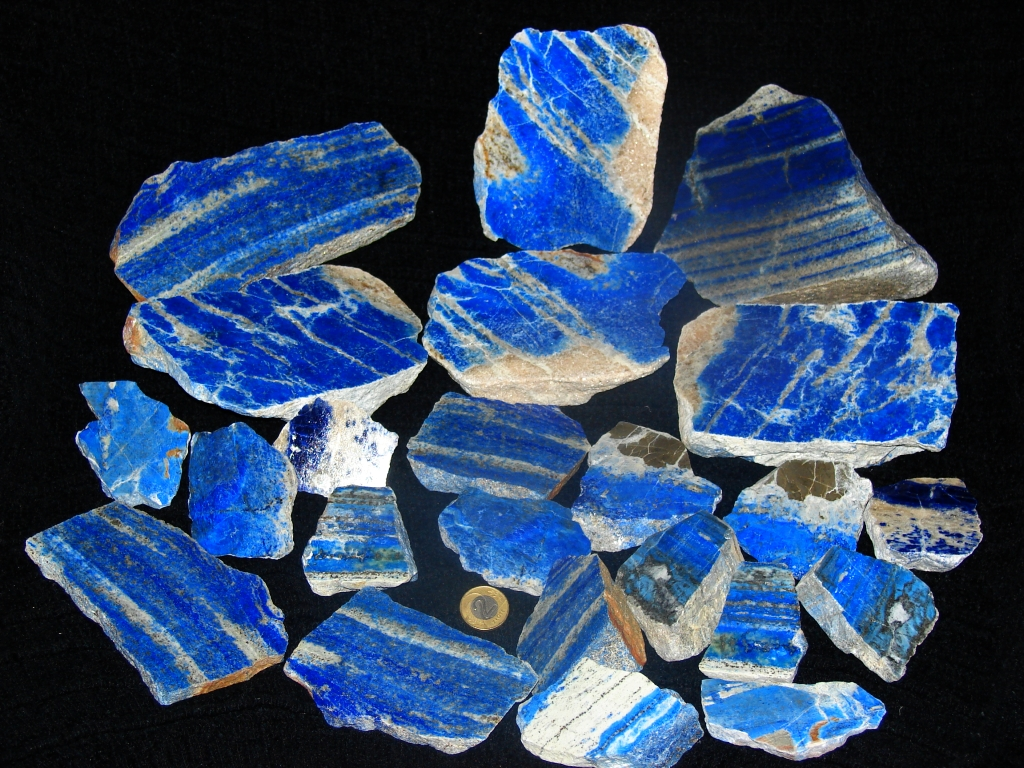
Morceaux de lapis-lazuli

### Gîtologie et minéraux associés
Produit des roches métamorphiques, on peut exceptionnellement la trouver à l'état de rhombo-décaèdres ou cubo-octaèdres au sein d'un marbre, mais le plus souvent, elle se présente en masses granuleuses et compactes dans le lapis-lazuli, mêlée à de la pyrite, de la calcite, de la sodalite et parfois du pyroxène, minéraux associés.

### Gisements producteurs de spécimens remarquables
Afghanistan, Tadjikistan, Canada, Italie, États-Unis, Sibérie

## Exploitation des gisements
Joaillerie, pigments de peinture, collection.
La lazurite étant un des minéraux présent dans le lapis-lazuli, voir cet article pour ses usages en tant que pierre ornementale et pigment naturel.

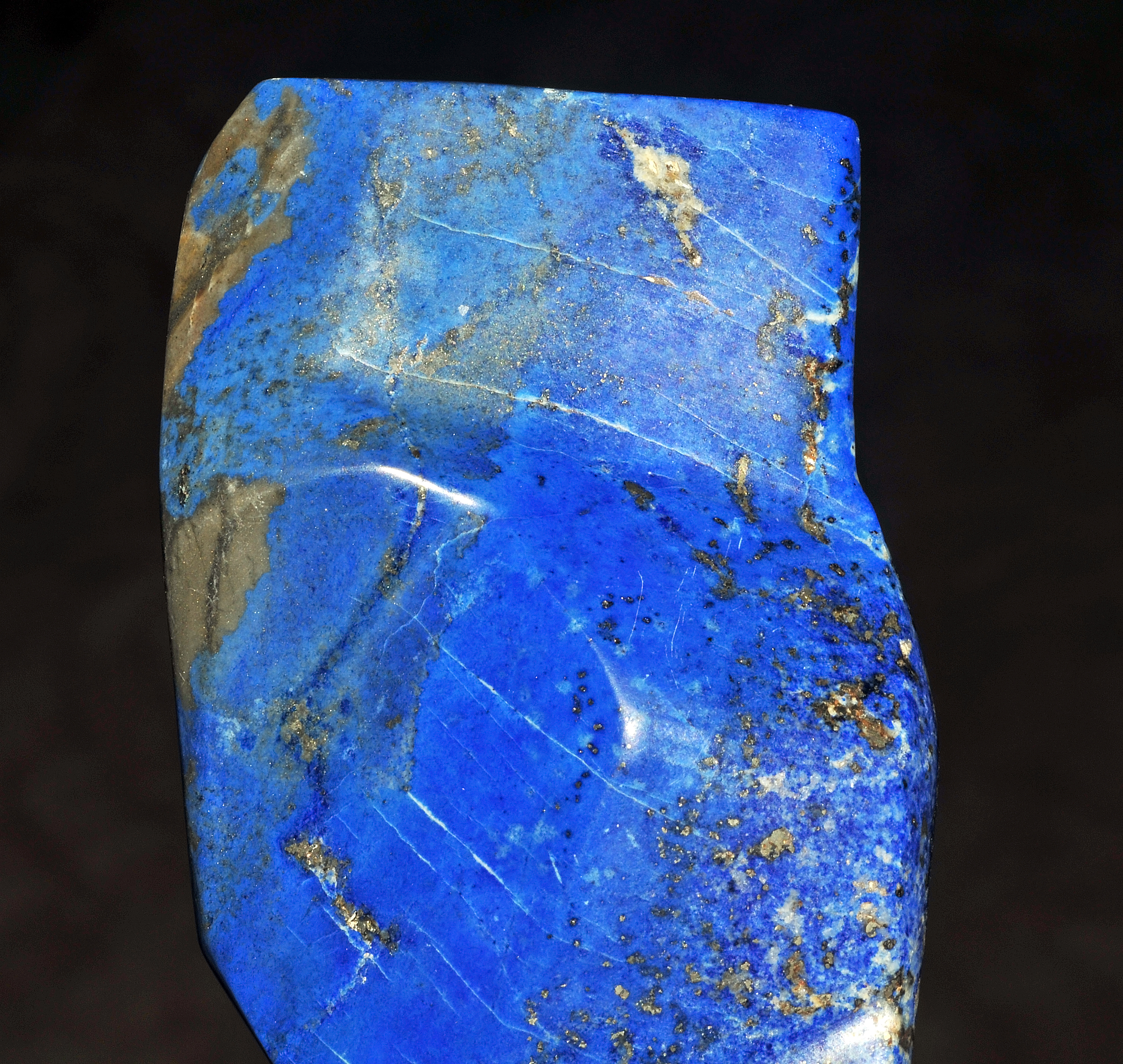
Lapis-lazuli :lazurite bleue,  pyrite dorée et calcite blanche
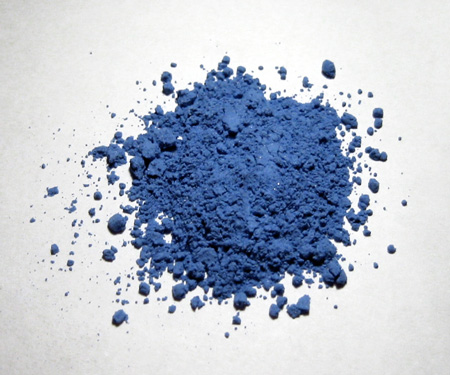
Pigment naturel de type "ultramarine"